# ميدان التجارة
ميدان التجارة (بالبرتغالية: Praça do Comércio‏) يقع في مدينة لشبونة، البرتغال. يقع بالقرب من نهر تاجة. الميدان لا يزال معروفا باسم ساحة القصر (بالإنجليزية: Palace Square)‏ (بالبرتغالية: Terreiro do Paço‏) لأنه كان موقع قصر ريبيرا حتى تدمر في زلزال لشبونة عام 1755م، بعد وقوع الزلزال أعيد تشكيل الساحة تماما كجزء من إعادة بناء وسط المدينة بأمر من ماركيز دي بومبال الذي كان يشغل منصب وزير المملكة (يعادل اليوم رئيس الوزراء) منذ عام 1750م حتى عام 1777م في عهد جوزا الأول ملك البرتغال.

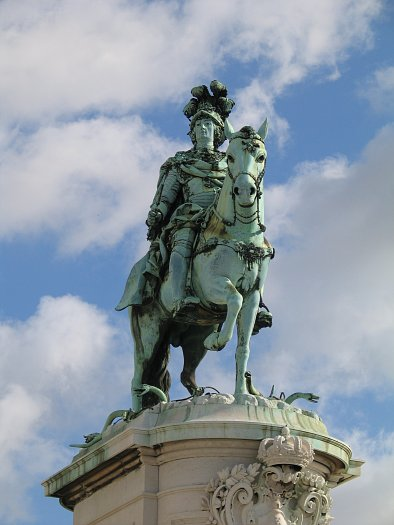
تمثال الملك جوزا الأول، من خلال ماشادو دي كاسترو (1775). جلالة الملك على جواده يسحق رمزيا الثعابين على دربه